# Liboje
Liboje – wieś w Słowenii, w gminie Žalec. W 2018 roku liczyła 509 mieszkańców.